# Беара, Любиша
Любиша Беара (серб. Љубиша Беара / Ljubiša Beara; 14 июля 1939, Сараево, Королевство Югославия — 9 февраля 2017, Берлин, Германия) — сербский военный, полковник Армии Республики Сербской и начальник контрразведки штаба Войска Республики Сербской.

## Биография
На фронте с 1991 года. Поводом для ухода в Войско Республики Сербской стала резня на свадьбе в Башчаршии. Служил с 1991 по 1995 годы в Штабе Войска Республики Сербской начальником контрразведки, а также командовал подразделением военной полиции при штабе.
26 октября 2002 Международный трибунал по бывшей Югославии открыл против Беары уголовное дело по обвинению в геноциде боснийцев и участии в резне в Сребренице и Жепе. 10 октября 2004 Беара добровольно прибыл в Гаагу и сдался. 10 июня 2010 суд признал его виновным по всем пунктам и приговорил к пожизненному лишению свободы. Поданная Беарой апелляция была отклонена. Отбывал наказание в одной из германских тюрем, где и скончался 9 февраля 2017 года.